# مسح اصطفائي
المسح الاصطفائي أو الكسح الاصطفائي (الانتقائي) هو انخفاض أو إزالة (مسح) التباين فيما بين الأفراد من حيث النوكليوتيدات في منطقة الجينوم المحتوية على طفرة نافعة كنتيجة لمحاباة الاصطفاء الطبيعي الاتجاهي لهذه الطفرة. المسح الاصطفائي قوي التأثير قد يؤدي لجعل المنطقة المحيطة بالطفرة هي الشكل الوحيد المتواجد لدى كل الأفراد، مما يزيل التنوع الجيني لدى هذه المنطقة. أي أنَّه تم تثبيت هذه المنطقة.

## خلفية
الجينوم هو كامل المعلومات الوراثية الخاصة بالكائن الحي. وهو مشفر في الدنا. وحدات بناء الدنا هي النوكليوتيدات. تباين أي فردين من حيث الجينوم يكون في واحد تقريبا من كل ألف زوج من نوكليوتيدات الدنا. ويُطلق على هذه التباينات اسم تعدد أشكال النوكليوتيد الأحادي (أو سنب). وتُسمى النسخ المختلفة لكل سنپ بالألائل. عندما تحدث طفرات، قد ينتج عنها ألائل. الألائل قد تنتج عن مسببات أخرى أيضا. بعض هذه الألائل قد تكون نافعة. الأليل النافع هو الذي يزيد من صلاحية الكائن الحي وقدرته على التكيف، أي يعزز من فرص بقائه ومن نجاحه التناسلي بالنسبة لباقي أفراد التجمع. وعندما يكون أحد الألائل نافعا أكثر من غيره، فإنَّ الاصطفاء الطبيعي يحابيه، وبالتالي يزداد شيوعه وتواتره في الأجيال اللاحقة. الألائل المتجاورة أو التي تحتل موافع متقاربة على الكروموسوم، تكون مرتبطة ببعضها البعض وتميل لأن تورث سوياً في عملية تعرف بالترافق الجيني. تُعرف مجموعة الألائل المتجاورة المرتبطة وراثيا بالنمط الفرداني. لذلك فعندما يحابي الاصطفاء أحد ألائل النمط الفرداني، فإنه يصطحب معه قطعة من الجزء المحيط به. فيزداد شيوع النمط الفرداني في الأجيال اللاحقة مع ازدياد شيوع الأليل النافع الذي يحتويه. وكنتيجة لذلك، يقل أو يختفي تنوع ألائل النوكليوتيدات أو تنوع النمط الفرداني. وهذا ما يسمى بالمسح الاصطفائي، الذي يُعرف على أنه انخفاض أو اختفاء تنوع نقاط السنب في منطقة من الدنا الني تحتوي على أليل نافع.